# Richard Bohringer
Cet article possède un paronyme, voir Richard Ferrand.
Pour les articles homonymes, voir Bohringer.
Richard Bohringer [ʁiʃaʁ boʁɛ̃ʒe], né le 16 janvier 1942 à Moulins (Allier), est un acteur, réalisateur, chanteur et écrivain français et sénégalais (depuis 2002). Il est le père des actrices Romane Bohringer et Lou Bohringer.

## Biographie

### Enfance et débuts
Richard Bohringer est le fils d'un officier de l'armée allemande, également prénommé Richard  et d'une Française, Huguette Foucault, qui se rencontrent durant la Seconde Guerre mondiale, il est donc considéré comme un enfant de guerre.
À sa naissance, ses parents le laissent à sa grand-mère maternelle qui vit en HLM à Deuil-La Barre, sa mère partant vivre en Allemagne. Son père, envoyé sur le front russe, est fait prisonnier et le reste pendant cinq ans. Malgré cette jeunesse difficile, Richard Bohringer explique que son enfance était heureuse chez sa grand-mère. Il voit son père trois fois.
Il débute au théâtre à la fin des années 1960. Sa première pièce, Les Girafes, est produite par Claude Lelouch. Il intègre le monde cinématographique avec un premier long métrage en 1970, La Maison de Gérard Brach.

### Carrière
En 1972, Richard Bohringer obtient un rôle significatif avec L'Italien des roses. Mais il faut attendre le tout début des années 1980 pour voir l'acteur, alors quadragénaire, s'imposer véritablement ; devenant l'un des comédiens français les plus marquants de cette période. D'abord en 1981, avec le film Diva de Jean-Jacques Beineix, puis avec de nombreux autres rôles qui lui vaudront notamment deux César, pour L'Addition (1984) et Le Grand Chemin (1987).

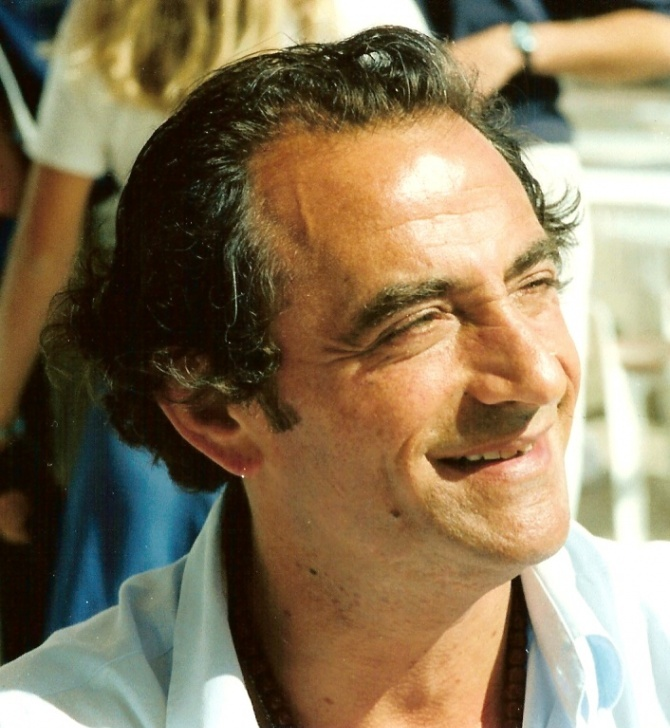
Richard Bohringer au festival de Cannes 1994.

On le remarque tout autant chez Luc Besson dans Subway (1985) que chez Gérard Jugnot dans Une époque formidable (1991), confirmant ses talents ; il est également l'acteur fétiche de Jean-Loup Hubert, le mari volage dans J'ai épousé une ombre, le complice de Jean-Pierre Mocky ou de son ami Bernard Giraudeau. En 1992, le père et sa fille Romane sont réunis par Claude Miller pour L'Accompagnatrice.
Dans les années 1990, il devient animateur sur Antenne 2 pour présenter une émission de variétés francophones Mission Appolo en 1990 puis après le film Tango (1993), l'acteur se fait plus rare. Il se tourne dès lors vers la télévision avec la série Un homme en colère (1997-2002).
Bien avant l'écriture de romans, il s'est également essayé à la poésie mise en musique, comme adepte du slam (poésie). Une série d'albums sortent entre 1980 et 2002.
En 2010 au Théâtre de l'Européen à Paris, il crée un spectacle seul en scène, adapté de son livre Traîne pas trop sous la pluie. Démarre alors une tournée de plus de deux ans à la rencontre du public, devant lequel il parle des histoires d'alcool, de voyages, d'Afrique, de femmes... En juillet 2011, il joue ce spectacle pendant le « off » du Festival d'Avignon.
En janvier 2013, il crée la pièce J’avais un beau ballon rouge, dans laquelle, pour la première fois, il partage la scène avec sa fille Romane. Un spectacle qui obtient un grand succès en tournée et à Paris, au Théâtre du Rond-Point.

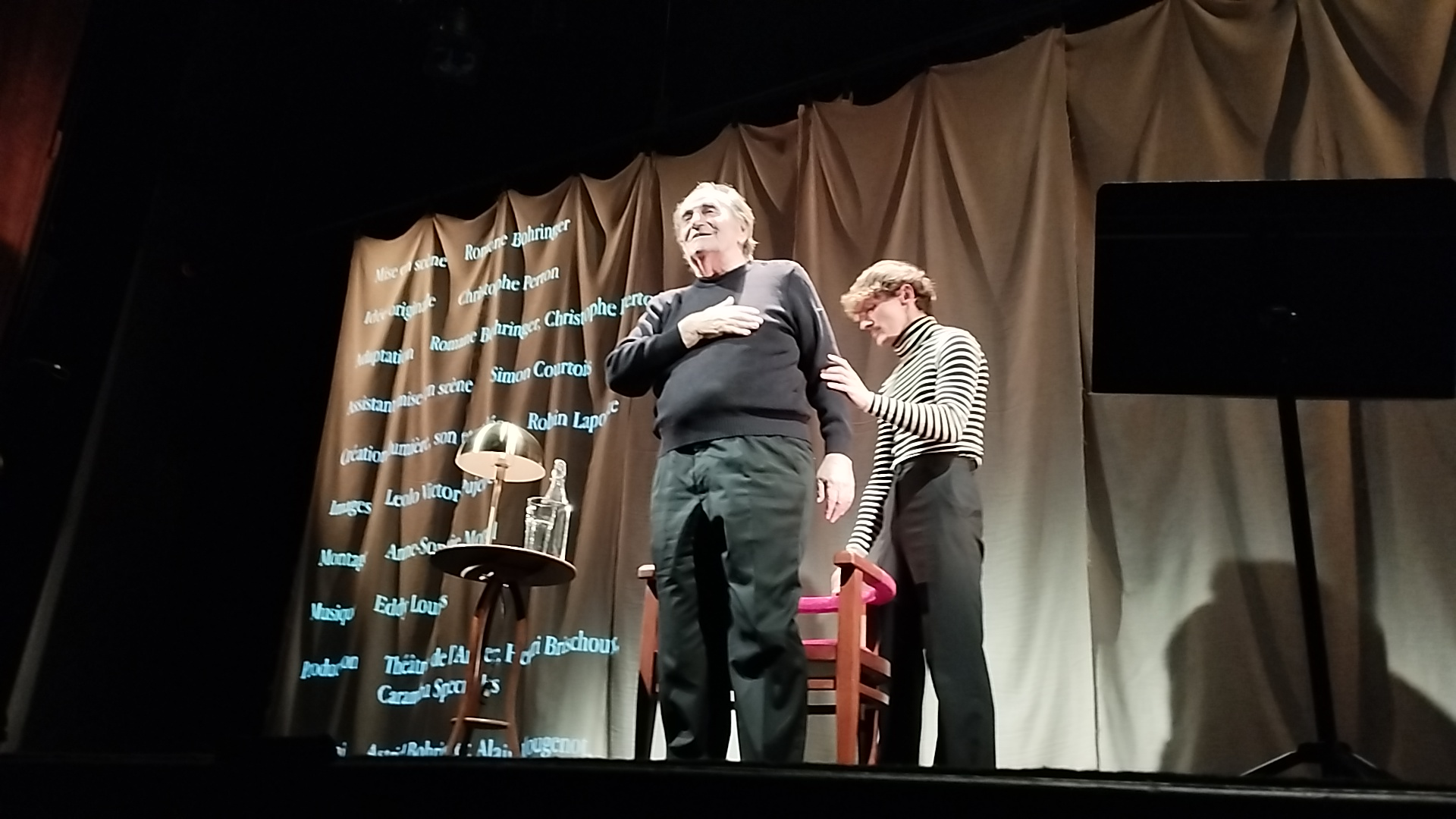
Richard Bohringer saluant le public sur la scène du Théâtre de l'Atelier après une représentation du seul-en-scène Quinze rounds, en novembre 2023.

Grand amateur de littérature, en avril 2017 il lit les textes de Jack London et de l'écrivain et reporter de guerre Olivier Weber lors de la soirée d'ouverture du festival Littérature et Journalisme à Metz.
En 2018, on le retrouve en invité-vedette dans la série télévisée À votre service.
En 2023, sa fille Romane le met en scène au théâtre de l'Atelier dans Quinze rounds, un spectacle seul en scène tiré de son ouvrage du même titre.

### Engagements
Amateur de football, Richard Bohringer soutient l'Association sportive Nancy-Lorraine. Il n'hésite pas, lorsque son emploi du temps le permet, à venir donner le coup d'envoi de matchs de l'ASNL.
Longtemps proche du Parti communiste français, en 2007, lors de l'élection présidentielle il a soutenu le candidat centriste François Bayrou, le considérant comme étant le plus humaniste et le plus démocrate. Toutefois, pour l'élection de 2012 il se prononce pour le Front de Gauche puis pour celle de 2017, annonce son soutien pour Jean-Luc Mélenchon de La France insoumise.

### Vie privée

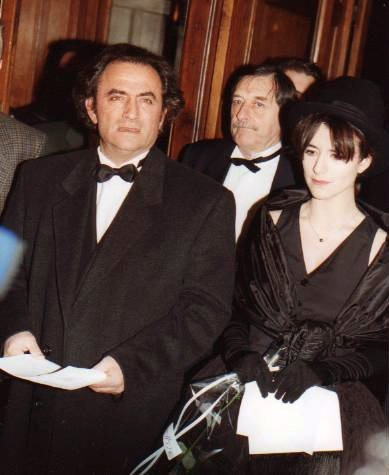
Richard Bohringer avec sa fille Romane en 1993 lors de la des César.

Richard Bohringer a élevé quatre enfants : Romane, Mathieu, Richard et Lou. Romane, née en 1973, est la fille de Marguerite Bourry dite Maggy Bohringer (née à Saïgon d'un père corse et d'une mère vietnamienne) qui abandonne le foyer lorsque Romane a neuf mois. Dans les années 1980, il rencontre en Savoie Astrid Marcouli, mère de Mathieu né en 1978. Ils se marient le 26 avril 1986. Ils ont ensemble deux autres enfants, Richard Junior et Lou, née en 1989.
L'acteur a connu une longue période difficile, des problèmes de drogue, d'alcool et d'argent, des épisodes violents. Autant de combats à livrer qu'il raconte dans son succès de librairie C'est beau une ville la nuit, paru en 1988, et dont il a tiré un album de musique du même nom sorti en 2002 et un film du même nom sorti au cinéma en 2006. Sa fille Romane, avec qui il entretient une relation paternelle très forte, joue son propre rôle dans ce film. Il publie en 2005 des récits de voyage ; il sort en 2006 Oublie que je t'aime, un livre autobiographique et Gouvernement en exil, une fable utopique écrite avec Frank Jobert.
Grand amoureux de l'Afrique, dont il aime chanter la musique, il a obtenu la nationalité sénégalaise en 2002.
Au début de l'année 2009, il se bat contre l'hépatite C, une maladie qui l'éloigne des plateaux de cinéma pendant près de deux ans. Après un répit de quelques mois durant lesquels il multiplie les projets au cinéma et au théâtre, il est contraint d'annuler la fin de la tournée de J'avais un beau ballon rouge en avril 2014 pour raisons de santé. Un an plus tard, il remonte sur les planches. Lors d'un entretien, il déclare s'être battu durant cette année loin du théâtre contre un cancer.

### Controverse
En 2012, lors de l'appel à projets organisé par La Collection de Canal +, Richard Bohringer et sa fille Romane choisissent, parmi toutes les candidatures qui leur ont été adressées, le projet de Lou Bohringer — elle aussi fille de l'acteur, n'ayant jamais tourné de films, provoquant un tollé auprès des participants et des articles acerbes dans plusieurs médias,,,.

## Théâtre

### Auteur
- 1965 : Zorglub
- 1967 : Les Girafes
- 2010 : Traîne pas trop sous la pluie

### Comédien
- 1967 : Les Girafes, mise en scène Philippe Rouleau
- 1967 : Zorglub, mise en scène Richard Bohringer
- 1982 : Le Paradis sur terre de Tennessee Williams, mise en scène Pierre Romans
- 1984 : L'Ouest, le vrai de Sam Shepard, mise en scène Jean-Michel Ribes & Luc Béraud, Théâtre de l'Athénée-Louis-Jouvet
- 1985 : L'Ouest, le vrai de Sam Shepard, mise en scène Jean-Michel Ribes & Luc Béraud, Théâtre des Célestins, tournée
- 1992 : Le Récit de Jacobus Coetzee de J. M. Coetzee, mise en scène Michel Valmer, tournée
- 2000 : Richard III de Shakespeare, mise en scène Hans Peter Cloos, tournée
- 2010 - 2013 : Traîne pas trop sous la pluie, pièce écrite et mise en scène Richard Bohringer, Théâtre de l'Européen, tournée
- 2012 - 2015 : J'avais un beau ballon rouge d'Angela Dematté, mise en scène Michel Didym, Théâtre du Rond-Point puis tournée, puis Théâtre de l'Atelier
- 2016 - 2021 : Traîne pas trop sous la pluie, pièce écrite et mise en scène par Richard Bohringer, Théâtre de l'Atelier, Théâtre de l’Œuvre, Festival d'Anjou, tournée
- 2023 : Quinze Rounds, de Richard Bohringer, mise en scène Romane Bohringer, Théâtre de l'Atelier

## Filmographie

### Cinéma

#### Acteur
- 1969 : Activités vinicoles dans le Vouvray, de Charles Matton (court métrage de 14 min)
- 1970 : La Maison de Gérard Brach : un ami de Lorraine
- 1972 : L'Italien des Roses de Charles Matton : Raymond, l'Italien
- 1976 : Les Conquistadores de Marco Pauly : Jean-Pierre
- 1977 : L'Animal de Claude Zidi : l'assistant-réalisateur
- 1979 : Martin et Léa d'Alain Cavalier : Lucien, l'homme qui entretient Léa
- 1980 : Alors heureux ? de Claude Barrois : le médecin-chef
- 1980 : Les Sous-doués de Claude Zidi : le pion
- 1980 : Le Dernier Métro de François Truffaut : l'officier de la Gestapo
- 1980 : Inspecteur la Bavure de Claude Zidi : le flic du service d'anthropométrie
- 1980 : La Boum de Claude Pinoteau : l'ami au camion de François
- 1981 : Diva de Jean-Jacques Beineix : Gorodish
- 1981 : Les Uns et les Autres de Claude Lelouch : Richard
- 1981 : Les Babas-cool de François Leterrier : Paul
- 1981 : Le Diable et la Dame (es), ou l'Itinéraire de la haine (El Diablo y la dama) de Ariel Zúñiga
- 1982 : Le Grand Pardon d'Alexandre Arcady : le Sacristain, un truand
- 1982 : Transit de Takis Candilis : François Cremer, un camionneur sorti de prison
- 1982 : J'ai épousé une ombre de Robin Davis : Frank, l'ex-compagnon d'Hélène qui exerce du chantage
- 1983 : Cap Canaille de Juliet Berto et Jean-Henri Roger : Robert Vergès
- 1983 : Ballade à blanc de Bertrand Gauthier : Jean-Paul/Riquita
- 1983 : La Bête noire de Patrick Chaput : Yves Boissieu, le scénariste
- 1983 : Le Destin de Juliette de Aline Issermann : Marcel, un cheminot, le mari violent de Juliette
- 1983 : Debout les crabes, la mer monte ! de Jean-Jacques Grand-Jouan : Polo
- 1984 : L'Addition de Denis Amar : Lorca, le gardien sociopathe
- 1984 : Le Juge de Philippe Lefebvre : le commissaire Lucien Inocenti
- 1984 : Du sel sur la peau de Jean-Marie Degèsves : Julien
- 1985 : Cinématon #615 de Gérard Courant : lui-même
- 1985 : Péril en la demeure de Michel Deville : Daniel Forest, le tueur à gages
- 1985 : Subway de Luc Besson : le fleuriste
- 1985 : Le Pactole de Jean-Pierre Mocky : Yves Beaulieu, le démineur sous-payé commettant un hold-up
- 1985 : Diesel de Robert Kramer : Walter
- 1985 : Folie suisse de Christine Lipinska : Adrien Daubigny, le directeur de l'INSEE
- 1986 : Les Folles Années du twist de Mahmoud Zemmouri : Gomez
- 1986 : L'Intruse de Bruno Gantillon : Jean Busard dit le Mexicain
- 1986 : Le Paltoquet de Michel Deville : le médecin
- 1986 : Cent Francs l'amour de Jacques Richard : Maurice Mainfroy
- 1986 : Kamikaze de Didier Grousset : l'inspecteur Romain Pascot
- 1987 : Ubac de Jean-Pierre Grasset : Lucien Granville
- 1987 : Le Grand Chemin de Jean-Loup Hubert : Pelo
- 1987 : Agent trouble de Jean-Pierre Mocky : Alex, antiquaire et barbouze
- 1987 : Flag de Jacques Santi : l'inspecteur Simon
- 1988 : Les Saisons du plaisir de Jean-Pierre Mocky : Adam, un gardien
- 1988 : À gauche en sortant de l'ascenseur d'Édouard Molinaro : Boris, artiste maudit
- 1989 : Le Cuisinier, le voleur, sa femme et son amant  de Peter Greenaway : Richard Borst, le chef cuisinier français
- 1989 : La Soule de Michel Sibra : le sergent François Lemercier
- 1989 : Après la guerre de Jean-Loup Hubert : le caporal-chef Franz Joseph Burnher
- 1989 : Ada dans la jungle de Gérard Zingg : Ergomir Pilic
- 1990 : Stan the Flasher de Serge Gainsbourg : David
- 1990 : Dames galantes de Jean-Charles Tacchella : Brantôme
- 1990 : La Reine blanche de Jean-Loup Hubert : Jean Ripoche
- 1991 : Ragazzi de Mama Keïta
- 1991 : Une époque formidable… de Gérard Jugnot : Toubib, le chef des clochards
- 1991 : Veraz de Xavier Castano : le père de Theo
- 1992 : Ville à vendre de Jean-Pierre Mocky : le docteur Monnerie
- 1992 : Confessions d'un barjo de Jérôme Boivin : Charles, le beau-frère de Barjo
- 1992 : L'Accompagnatrice de Claude Miller : Chares Brice, le manager
- 1993 : Tango de Patrice Leconte : Vincent Baraduc, le meurtrier acquitté
- 1994 : La Lumière des étoiles mortes de Charles Matton : Beyerath
- 1994 : Le Parfum d'Yvonne de Patrice Leconte : l'oncle d'Yvonne
- 1994 : Le Sourire de Claude Miller : Jean-Jean, le manager
- 1994 : Le Cri du cœur de Idrissa Ouedraogo : Paulo
- 1995 : Dieu, l'Amant de ma mère et le Fils du charcutier de Aline Issermann : Serge, le coiffeur et l'amant de Gabrielle
- 1996 : Les Caprices d'un fleuve de Bernard Giraudeau : le commandant de Blanet
- 1996 : Les Deux Papas et la Maman de Jean-Marc Longval et Smaïn : l'homme de la clinique
- 1996 : Le Montreur de boxe de Dominique Ladoge : Abel Ginoux, le montreur de boxe
- 1996 : Tykho Moon de Enki Bilal : Glenbarr
- 1997 : Saraka bô de Denis Amar : le commissaire Diamant
- 1997 : Pondichéry, dernier comptoir des Indes de Bernard Favre : André Charvin, le père de Stanislas
- 1997 : La Vérité si je mens ! de Thomas Gilou : Victor Benzakhem, le patron d'entreprise de textile
- 1997 : Combat de fauves de Benoît Lamy : Charles Cuvelier, l'homme d'affaires
- 1997 : Wild Animals de Kim Ki-duk : Boss
- 1998 : Comme une bête de Patrick Schulmann : Casimir, un clochard
- 1999 : Cinq minutes de détente de Tomas Roméro : le docteur Lénignac
- 1999 : Méditerranées de Philippe Bérenger : Ramirez
- 1999 : Rembrandt de Charles Matton : le prêcheur
- 2001 : Un parfum de meurtre (The Cat's Meow) de Peter Bogdanovich : le réalisateur des films muets
- 2001 : Mauvais Genres de Francis Girod : le commissaire Huysmans
- 2002 : Total Khéops d'Alain Bévérini : Fabio Montale, le policier éducateur
- 2003 : Wanted de Brad Mirman : Bastaldi, le commanditaire d'une bande de cambrioleurs
- 2003 : L'Outremangeur de Thierry Binisti : Émile Lachaume
- 2004 : Les Gaous de Igor Sekulic : François Bricard
- 2005 : Ennemis publics de Karim Abbou et Kader Ayd
- 2005 : Cavalcade de Steve Suissa : le docteur Desmouches
- 2006 : C'est beau une ville la nuit de Richard Bohringer : Richard
- 2006 : Pom le poulain d'Olivier Ringer : Le vieux Julien, le palefrenier
- 2007 : Bluesbreaker de Dominique Brenguier : Monsieur Maurice
- 2008 : L'Amiral d'Andreï Kravtchouk : le général Maurice Janin
- 2010 : Les Amours secrètes de Franck Phelizon : Marcel
- 2012 : Une nuit de Philippe Lefebvre : le père de Jo Lindner
- 2012 : Dors mon lapin de Jean-Pierre Mocky : le commissaire Bolzer
- 2013 : Une histoire d'amour d'Hélène Fillières : le mari de la jeune femme
- 2013 : Le Renard jaune de Jean-Pierre Mocky : Charles Senac, l'écrivain
- 2013 : 419 d'Eric Bartonio (d'après le roman éponyme de Loulou Dédola) : Richard
- 2014 : Le Mystère des jonquilles de Jean-Pierre Mocky : Merlin
- 2015 : Vue sur mer (By The Sea) d'Angelina Jolie : Patrice
- 2017 : Vénéneuses de Jean-Pierre Mocky : Robert Bongrand
- 2018 : La Maladie du dimanche de Ramón Salazar : Matthieu
- 2018 : L'Amour flou de Romane Bohringer et Philippe Rebbot : le père
- 2019 : Place des victoires de Yoann Guillouzouic : le propriétaire de l'appartement
- 2021 : Les Héroïques de Maxime Roy (de) : Claude
- 2025 : Dites-lui que je l'aime de Romane Bohringer : Richard

#### Scénariste
- 1972 : Beau Masque de Bernard Paul (coécrit avec Jean-Patrick Lebel et Bernard Paul, d'après le roman de Roger Vailland)
- 1973 : La Punition de Pierre-Alain Jolivet (coécrit avec Pierre-Alain Jolivet, d'après une nouvelle de Xavière)
- 1975 : Il pleut toujours où c'est mouillé de Jean-Daniel Simon (coécrit avec Jean-Pierre Petrolacci et Jean-Daniel Simon)
- 1987 : Ubac de Jean-Pierre Grasset (coscénariste)

#### Réalisateur
- 2006 : C'est beau une ville la nuit, d'après son livre publié en 1988.

### Télévision

#### Acteur
- 1980 : Médecins de nuit de Peter Kassovitz, épisode : L'usine Castel (série télévisée)
- 1981 : Le serment d'Heidelberg de André Farwagi : Leseur
- 1982 : Deuil en vingt-quatre heures de Frank Cassenti : Pierre Caillol
- 1983 : Pablo est mort de Philippe Lefebvre : Lambert
- 1984 : Quidam de Gérard Marx : Antoine Rimbaud
- 1984 : Besoin d'amour à Marseille de Bernard Bouthier : le député Rabuteau
- 1986 : L'Inconnue de Vienne de Bernard Stora : Claude
- 1988 : Médecins des hommes de Maroun Bagdadi (série télévisée, 1 épisode) : Morin
- 1989 : Marat de Maroun Bagdadi : Marat
- 1990 : Le Petit Prince de Jean-Louis Cap (série télévisée) : narrateur
- 1993 : Deux justiciers dans la ville de Franck Apprederis, Gérard Marx (série télévisée, 2 épisodes) : Mathieu
- 1994 : L'Amour est un jeu d'enfant de Pierre Grimblat : Didier Ancelot
- 1995 : Lulu roi de France de Bernard Uzan : Lulu Hastier
- 1997-2002 : Un homme en colère de Didier Albert et Dominique Tabuteau (série télévisée de 14 épisodes) : Paul Brissac
- 1998 : Les Rives du paradis de Robin Davis : Raoul
- 1998 : Opernball (de) de Urs Egger (en) : Michel Reboisson
- 1998 : Villa vanille de Jean Sagols : capitaine Michel de Berthier
- 1998 : Telle mère, telle fille d'Élisabeth Rappeneau : Jean Corti
- 1999 : Les Coquelicots sont revenus de Richard Bohringer : Pierre
- 2001 : Une fille dans l'azur de Jean-Pierre Vergne : Sola
- 2001 : Ma folle de sœur de Laurence Katrian
- 2002 : H : Une histoire de purgatoire (saison 4, épisode 11) : Saint Pierre
- 2002 : Libre de Jean-Pierre Sauné : le médecin
- 2002 : Au bout du rouleau de Thierry Binisti : capitaine Henri Gallien
- 2003 : Poil de Carotte de Richard Bohringer : Monsieur Lepic
- 2003 : Virus au paradis de Olivier Langlois : Lucas
- 2003 : Retour aux sources de Didier Grousset : Georges
- 2004 : Docteur Dassin, généraliste de Stéphane Kurc (série télévisée de 3 épisodes) : Alexandre Dassin
- 2004 : La Petite Fadette de Michaëla Watteaux : le père Barbeau
- 2005 : Capitaines des ténèbres de Serge Moati : le colonel Klobb
- 2008-2009 : Myster Mocky présente de Jean-Pierre Mocky (série télévisée, 3 épisodes)
- 2012 : Au-delà des grilles (court-métrage) de Jean-Pierre Mocky
- 2013 : Putain de lune (court-métrage) de Lou Bohringer
- 2013 : Myster Mocky présente (série télévisée, 1 épisode)
- 2014 : Fumer tue (court-métrage) d'Antoine Delelis
- 2017 : Tensions sur le Cap Corse de Stéphanie Murat : Xavier Monti
- 2018 : À votre service Prime Destination soleil de Florian Hessique : le client
- 2020 : Ils étaient dix (mini-série) de Pascal Laugier : Professeur Villemont
- 2021 : L'Amour flou : Richard
- 2022 : Syndrome E de Laure de Butler : François Moreau

#### Réalisateur
- 1999 : Les Coquelicots sont revenus (téléfilm) avec Clémentine Célarié, Frédéric Pierrot, Philippe Bas, Julie Bataille, Richard Bohringer
- 2003 : Poil de carotte (téléfilm)

## Doublage
- 1994 : La Reine Margot de Patrice Chéreau : Coconas (interprété par Claudio Amendola)
- 1999 : Stuart Little de Rob Minkoff : Smokey (interprété par Chazz Palminteri)[17]

## Clip
Richard Bohringer a joué dans les vidéo-clips des chansons suivantes :
- 1991 : Le lieu désiré (Album Revivre) de Gérard Manset.
- 2013 : Au Théâtre (Album Funambule) de Grand Corps Malade.
- 2015 : Le Bout du tunnel, court-métrage de Mehdi Idir sur la chanson de Grand Corps Malade

## Publications
- 1988 : C'est beau une ville la nuit, Denoël - rééd. Gallimard, coll. « Folio », 1989, 160 pages,  (ISBN 978-2070381166).
- 1994 : Le Bord intime des rivières, Denoël - rééd. Gallimard, coll. « Folio », 1995, 135 pages,  (ISBN 978-2207240663).
- 1995 : Zorglub suivi de Les Girafes, théâtre, Denoël - rééd. Flammarion, 2009, 224 pages,  (ISBN 978-2081225428).
- 2005 : L'Ultime Conviction du désir, Flammarion - rééd. J'ai lu, 2006, 125 pages,  (ISBN 978-2290352083).
- 2006 : préface de Noirs Blancs Beurs 1940-1945 : libérateurs de la France de Charles Onana, Duboiris, coll. « Mémoires et archives », 2006,  (ISBN 978-2952231510).
- 2007 : Carnet du Sénégal, illustrations de Virginie Broquet, Arthaud, 2007,  (ISBN 978-2700396454).
- 2008 : Bouts lambeaux, édition CD/DVD, Arthaud, 2008, 89 pages,  (ISBN 978-2700301588).
- 2009 : Traîne pas trop sous la pluie, Flammarion, 2009, 169 pages,  (ISBN 978-2081222922).
- 2011 : Les Nouveaux Contes de la cité perdue, Flammarion, 2011, 174 pages  (ISBN 978-2081260917).
- 2016 : Quinze Rounds, Flammarion, 2016, 300 pages,  (ISBN 978-2081284586).

## Musique

### Albums
- 1980 : Richard Bohringer + Le Groupe
- 1981 : Errance
- 1992 : – ; [boHriNgeR] :
- 2002 : C'est beau une ville la nuit La sortie de ce CD fut suivie d'une tournée en France et à l'étranger où Richard Bohringer est accompagné sur scène par le groupe Aventures.

### Participations
- Sahara Blue (1992) d'Hector Zazou, une mise en musique de poèmes d'Arthur Rimbaud. Richard Bohringer y interprète le titre final, Lettre au Directeur des Messageries Maritimes.
- Le K, (1993) Un drame musical instantané.
- Léo découvre le blues, (1997), texte de Christine Mulard et Patrick Raynal mis en musique par Jean-Jacques Milteau et Manu Galvin.
- Mes jolis contes, (2004) Les fables de La Fontaine.
- Quand j'rentre le soir, Richard interprète cette chanson sur l'album Merci d'être venus de Jean-Jacques Milteau.
- Sait-on jamais, texte de Jacques Prévert sur un album hommage.
- Les Clefs du zoo, conte pour enfants mis en musique par Pierre Ducrozet, Éditions Éveil et Découvertes.
- Course contre la honte (2013) duo avec Grand Corps Malade (album Funambule)
- MMa Award (2014) Il participe par sa présence à la reconnaissance du MMA en France sur un texte des Auteurs Romain Benabdelkader et Michel Kricorian
- Bleuette (2015) sur l'album Il nous restera ça de Grand Corps Malade
- La Nuit (2017) de Bon Entendeur[18]

## Distinctions
- César 1985 : César du meilleur acteur dans un second rôle pour L'Addition
- César 1988 : César du meilleur acteur pour Le Grand Chemin
- 7 d'or 1998 : 7 d’or du meilleur comédien pour la série Un homme en colère
- Palmarès du théâtre 2013 : Coup de cœur théâtre public pour J'avais un beau ballon rouge